# Leland Grove
Leland Grove is een plaats (city) in de Amerikaanse staat Illinois, en valt bestuurlijk gezien onder Sangamon County.

## Demografie
Bij de volkstelling in 2000 werd het aantal inwoners vastgesteld op 1592. In 2006 is het aantal inwoners door het United States Census Bureau geschat op 1458, een daling van 134 (-8,4%).

## Geografie
Volgens het United States Census Bureau beslaat de plaats een oppervlakte van 1,6 km², geheel bestaande uit land.

## Plaatsen in de nabije omgeving
De onderstaande figuur toont nabijgelegen plaatsen in een straal van 12 km rond Leland Grove.